# Georg Pfeilschifter
Georg Pfeilschifter (* 13. Mai 1870 in Mering; † 4. August 1936 in München) war ein deutscher römisch-katholischer Theologe und Kirchenhistoriker.

## Leben
Nach dem Abitur am Luitpold-Gymnasium München im Jahre 1888 studierte Pfeilschifter in München zunächst Philosophie und ab dem dritten Semester Katholische Theologie. Er wurde als Student aktives Mitglied der katholischen Studentenverbindung K.St.V. Ottonia München im KV. 1893 trat er in das Priesterseminar Freising ein und wurde dort 1894 zum Priester geweiht.
Von vornherein strebte er eine wissenschaftliche Karriere an und studierte neben seinem Beruf als Aushilfsgeistlicher und Kurat in München Geschichtswissenschaft. Nachdem er ein halbjähriges Forschungsstipendium für eine Studienreise nach Italien erhalten hatte, erhielt  er aufgrund der dabei erzielten Forschungsergebnisse von der Akademie der Wissenschaften in Wien einen weiteren Forschungsauftrag und bekam dann ein Habilitations-Stipendium am Institut für Österreichische Geschichtsforschung in Wien.
1900 wurde Pfeilschifter Privatdozent für Kirchengeschichte in München, im gleichen Jahr außerordentlicher Professor für Kirchengeschichte und Patrologie an der Philosophisch-theologischen Hochschule Freising. 1903 erfolgte die Berufung als Professor für Kirchengeschichte an die Universität Freiburg im Breisgau, wo er enge persönliche Kontakte zu dem einflussreichen Historiker Friedrich Meinecke pflegte. Dort übernahm er 1913/14 außerdem das Rektorat der Universität. Zur Abwehr von Alfred Baudrillarts La guerre allemande et le catholicisme regte er 1915 das Buch Deutsche Kultur, Katholizismus und Weltkrieg an und war dessen Herausgeber. 1917 folgte er einem Ruf der Universität München, wo er 1922/23 ebenfalls als Rektor tätig war. 1925 gründete er zusammen mit Hermann Oncken die Deutsche Akademie.
Pfeilschifter gab 1918 eine dreibändige Sammlung der Feldpostbriefe katholischer Soldaten heraus. Eine Zusammenfassung erschien sogar in französischer Sprache.
Pfeilschifter war Gründungsmitglied und von 1925 bis 1927 erster Präsident der Akademie zur Wissenschaftlichen Erforschung und Pflege des Deutschtums. Er war außerdem Mitglied in verschiedenen wissenschaftlichen Gesellschaften (u. a. Bayerische Benediktiner Akademie, Badische Historische Kommission, Bayerische Akademie der Wissenschaften). 1922 wurde er Ehrenphilister der katholischen Studentenverbindung K.St.V. Rheno-Bavaria München im KV.
Zum 30. September 1935 wurde er aus Gesundheitsgründen emeritiert.

## Schriften (Auswahl)
- als Hrsg.: Deutsche Kultur, Katholizismus und Weltkrieg. Eine Abwehr des Buches „La guerre allemande et le catholicisme“. Freiburg 1915.
- als Hrsg.: Feldbriefe katholischer Soldaten. 3 Bände. Freiburg 1918.
- Die St. Blasianische Germania Sacra. Ein Beitrag zur Historiographie des 18. Jahrhunderts. Kempten 1921.
- Theoderich der Große (Weltgeschichte in Karakterbildern hrsg. von Fran Kampers, Sebastian Merkle und Martin Spahn; 2. Abt. Mittelalter). Mainz : Kirchheim 1910 (Digitalisat Stadtbibliothek Elbing)

## Notizen
1. 1 2  Nachruf von Anton Ritthaler auf Georg Pfeilschifter in der September (Memento vom 21. August 2011 im Internet Archive) (PDF; 1,9 MB) der Weißen Blätter, S. 276–277.

| Personendaten    | Personendaten                                   |
| ---------------- | ----------------------------------------------- |
| NAME             | Pfeilschifter, Georg                            |
| KURZBESCHREIBUNG | deutscher Theologe und Religionswissenschaftler |
| GEBURTSDATUM     | 13. Mai 1870                                    |
| GEBURTSORT       | Mering                                          |
| STERBEDATUM      | 4. August 1936                                  |
| STERBEORT        | München                                         |